# 庫塔伊西國際機場
庫塔伊西國際機場，是位於喬治亞城市庫塔伊西的一座國際機場，和巴統國際機場、提比里斯國際機場並為喬治亞的三座國際機場。機場的名稱來自於喬治亞古代巴格拉季昂王朝君主大衛四世。